# Tworkowizna Rowska
Tworkowizna Rowska [pronunciación en polaco: /tfɔrkɔˈvizna ˈrɔfska/] es un pueblo ubicado en el distrito administrativo de Gmina Wróblew, dentro del condado de Sieradz, Voivodato de Łódź, en el centro de Polonia.